# 刺芒龙胆
刺芒龙胆（学名：Gentiana aristata）为龙胆科龙胆属的植物，是中国的特有植物。分布于中国大陆的青海、西藏、四川、甘肃、云南等地，生长于海拔1,800米至4,600米的地区，多生长于草甸草原、高山草甸、林间草丛、林间草原、河滩灌丛下、山谷、草滩、沼泽草地、阳坡砾石地、灌丛草甸、河滩草地及山顶，目前尚未由人工引种栽培。

## 别名
尖叶龙胆（中国高等植物图鉴）、完布